# Pudlingowanie

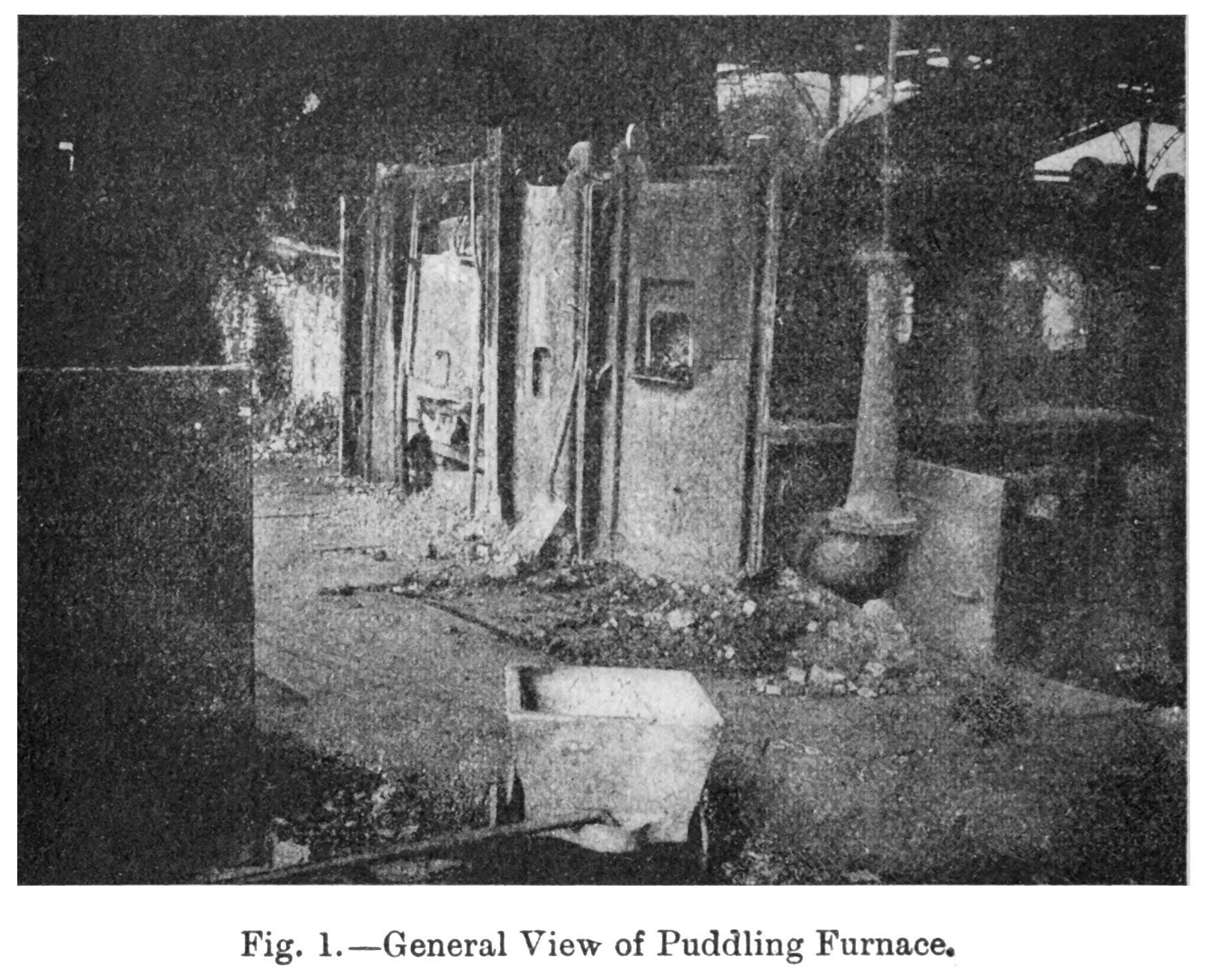
Piec pudlarski

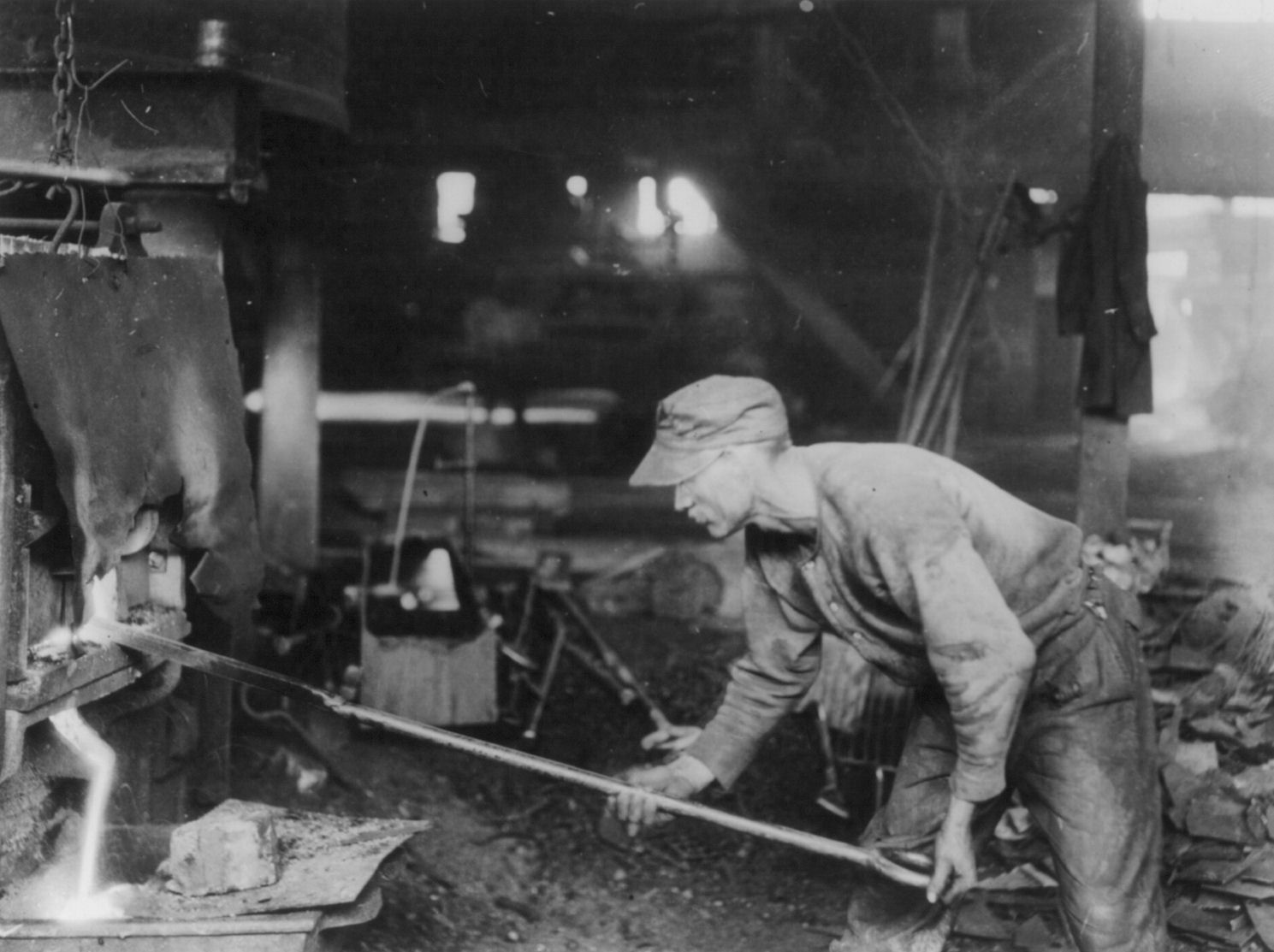
Pudler przy pracy

Pudlingowanie (proces pudlarski) – proces przerobu surówki wielkopiecowej, polegający na utlenianiu zawartych w surówce domieszek (węgla, siarki, fosforu, krzemu, manganu i in.) w wysokiej temperaturze. Prowadzony jest w piecach płomiennych opalanych odgazowanym węglem kamiennym, zwanych piecami pudlarskimi (pudlarkami). Główną cechą procesu pudlarskiego był brak bezpośredniego kontaktu między surówką a paliwem.
Proces pudlingowania opracował pod koniec XVIII w. angielski inżynier Henry Cort, który w 1784 r. opatentował piec pudlarski. Surówkę ładowano do pieca w stanie stałym (w kawałkach). Gorące spaliny z paleniska przepływały ponad surówką w zbiorniku, powodując jej stopienie, a następnie — dzięki tlenowi zawartemu w nadmiarze w spalinach — utlenienie domieszek.
Równomierne odwęglanie (dekarbonizacja) surówki i wypalanie domieszek wspomagane było ciągłym mieszaniem wsadu żelaznymi drągami. Od angielskiego określenia to puddle (miesić, przewracać) pochodzi nazwa procesu.
Gotowy ciastowaty, porowaty produkt, tzw. "bochen", posiadał żużlowe wtrącenia, które wymagały usunięcia, co uzyskiwano poprzez jego (często wielokrotne) przekuwanie. Otrzymany produkt po przekuciu nosił nazwę stali zgrzewnej lub żelaza zgrzewnego. Zawierał mniej niż 0,1% węgla, do 0,25% domieszek siarki, fosforu, krzemu i manganu oraz 1 do 2% żużlu. Wadą stali uzyskiwanej metodą pudlarską było dość duże zróżnicowanie struktury oraz składu chemicznego poszczególnych "bochnów", a uzyskanie dużej powtarzalności tych parametrów zależało nie tylko od jakości wsadu, lecz także od doświadczenia pudlarzy.
Wprowadzenie procesu pudlarskiego spowodowało zarzucenie znacznie mniej wydajnego świeżenia we fryszerkach (fryszowania). Obecnie pudlingowania praktycznie również się już nie stosuje się ze względu na zbyt małą wydajność i niską jakość otrzymanej stali w porównaniu z wprowadzonym w II połowie XIX w. procesem konwertorowym.